# تفاهم معراب

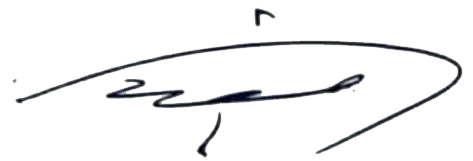

تفاهم معراب (أو اتفاق معراب) هي وثيقة تفاهم وقُّعت بين زعيم التيار الوطني الحر جبران باسيل وزعيم القوات اللبنانية سمير جعجع في مقرّ قيادة القوات في معراب في 18 يناير 2016، يقتضي بتبنّي جعجع لترشيح ميشال عون إلى الانتخابات الرئاسية 2016، بعد سنوات من الخلاف تعود إلى الحرب الأهلية اللبنانية، كما إتّفقا على توزيع المقاعد الوزارية ومناصب الفئة الأولى بالمناصفة. في 31 أكتوبر أنتخب عون رئيسًا للجمهورية بعد سنتين من الشغور، إلا أنّ العلاقات بينهما سرعان ما توتّرت، ما أدّى إلى توقّف العمل بالإتفاق. في 2018، قامت قناة المؤسسة اللبنانية للإرسال (LBC) بتسريب محضر التفاهم.